# Andrés Delgado Calderón
Andrés Delgado Calderón es un alpinista mexicano nacido el 3 de agosto de 1969. Se casó con Cristina Castillo. Hijo de padres montañistas creció entre mochilas y cuerdas; a muy temprana edad se inició en la escalada en roca y tiempo después en la montaña.
En 1986, su familia se muda a España de manera temporal donde Andrés se apasiona cada vez más por la escalada y el montañismo. 
En 1990, viaja a Perú donde escala en estilo alpino el Ranrapalca Sur y la ruta Ferrari del Alpamayo, pero ya antes había realizado innumerables ascensos y escaladas en las montañas de México. 
En 1991, Carlos Carsolio lo invita a escalar en Baffin donde consiguen varios primeros ascensos mexicanos y un primer ascenso mundial que significaron grandes logros tanto para Andrés como para Carlos. 
Viaja nuevamente con Carsolio pero en esta ocasión a la Patagonia y realizan el primer ascenso mexicano al Cerro Torre, considerado por muchos expertos como la montaña más difícil con sus 800 metros de pared de granito.
En 1994, es guía de expedición en el Pumori y participa en una expedición al Cho Oyu con Carsolio.
En 1995 realiza una fuerte actividad en los Himalayas, Cho Oyu, Broad Peak y en 1996 hace un intento al Everest sin oxígeno alcanzado la cota de los 8400 m 
Regresa en 1997 y escala el Everest, en esta ocasión con oxígeno. En 1998 escala al lado de Héctor Ponce de León la pared Sur de Shisha Pangma, una de las paredes más grandes del mundo en estilo alpino. 
En 1999 regresa al Cho Oyu trabajando como guía; escala esta montaña en 12 horas del campo II-cumbre-campo II en solitario. Solo siete días después pisa de nuevo la cumbre al lado de su cliente. 
En el 2000 y de nuevo en compañía de Héctor Ponce realiza un intento al K2 por el risco Norte. 
En el 2001 forma NUVALP, un programa-escuela para crear y realizar proyectos ambiciosos en el ámbito de la escalada y el alpinismo. Ya dentro de este programa consigue escalar en Alberta, Canadá un grado M7 en escalada mixta y logra que uno de sus miembros-alumnos Bonfilio Sarabia escale un M8. Ese mismo año y en compañía de Jorge Colín, otro miembro de NUVALP, escala la Nariz de El Capitán en Yosemite, California en un día. 

## Conferencista de nivel mundial[2]
Andrés fue conferencista y fue contratado por importantes empresas internacionales

## Misterio en el Changabang
Desde el 12 de octubre del 2006, se encuentra reportado como perdido junto con Alfonso de la Parra en el Changabang en el Himalaya. Carlos Carsolio colaboró en la búsqueda de sus amigos con resultados infructuosos.